# Identitetskristna
Identitetskristna, engelska Christian Identity, är en variant av den amerikanska kristna fundamentalistiska rörelsen som är starkt antisemitiskt och rasistiskt inriktad. Identitetskristen filosofi och teologi dominerar vissa delar av den amerikanska extremhögern, som till exempel Ku Klux Klan och nynazistiska grupper. Ideologiskt närstående är den vita nationalismen.

## Historia
Identitetskristendom har sina rötter i 1800-talets England i den religiösa ideologin brittisk-israelism. Ideologin menar att de anglo-saxiska, keltiska och germanska folken härstammar från Israels tio försvunna stammar, som fördes bort från Palestina under 700-talet f.Kr. av den assyriska stormakten. Man menar att just de anglosaxiska, keltiska och germanska folken är "Guds utvalda folk" och inte judarna. Nu var den tidiga föregångaren brittisk-israelismen snarare filosemitisk än antisemitisk, men detta kom att ändras under 1900-talet då ideologin kom till Förenta Staterna.
Tankegångarna om britterna eller anglosaxarna som "Guds utvalda folk" fanns vagt formulerade i de engelska puritanska och i andra protestantiska sekter med början under 1500- och 1600-talet. Richard Brothers var den som först formulerade idéerna till "föregångaren" brittisk-israelism under början och vid mitten av 1800-talet.
Brittisk-israelismen fann en prominent plats under den viktorianska eran i Storbritannien. Brittisk-iraelisterna stödde judarnas återvandring till Palestina, och sedan också bildandet av den judiska staten Israel. Detta var tiden för kulmen av det brittiska kolonialimperiet.
Så småningom spred sig också brittisk-israelismen över Atlanten till Nordamerika. Under ett antal år behöll denna grupp sin filosemitiska inställning i Amerika, men med profiler som Comparet och Wesley Smith började omvandlingen mot christian identity och mot antisemitism.